# Latigo
Latigo Cantrell é um personagem fictício do Velho Oeste, criado por Stan Lynde que anteriormente também apresentara Rick O'Shay. As aventuras do personagem foram publicadas em formato de tiras de jornal, de 1979 a 1983. 